# Лі Світлана Денхаківна
Світлана Денхаківна Лі — український політичний і громадський діяч. Учасниця установчого з'їзду Народного Руху України у вересні 1989 року. Член Конгресу національних громад України, представляє Асоціацію корейців України.

## Життєпис
У другій половині 1980-х років брала активну участь в акціях демократичного спротиву тоталітарному режимові. Вона була у числі тих, хто утворював перші осередки Народного Руху за перебудову на початку 1989 року. Разом з тим, Світлана Денхаківна стала учасником Установчого з'їзду Руху, на якому була обрана до Ради Національностей.
Зараз Лі, послідовно займаючи державницьку позицію, сприяє просуванню національних цінностей у засобах масової інформації, надає допомогу Народному Руху України в отриманні інформаційних матеріалів з проблематики європейської та євроатлантичної інформації.
18 червня 2009 року Політична Рада Народного Руху України нагородила Світлану Лі Вищою нагрудною відзнакою НРУ «За заслуги перед українським народом».
Заступник директора департаменту інформаційної політики Держкомтелерадіо України. Член Конгресу національних громад України, представляє Асоціацію корейців України.